# Izoelektrický bod
Izoelektrický bod je taková hodnota pH roztoku, v němž se amfion nepohybuje v elektrickém poli; to znamená, že jeho volný náboj je zde nulový. Izoelektrický bod lze určit pro každý amfion, tedy zejména pro aminokyseliny, peptidy a bílkoviny. Jeho hodnota (zejména u bílkovin) výrazně závisí na složení pufru, v němž se provádí elektroforéza. Pokud je hodnota pH nižší, molekula získává celkově kladný elektrický náboj. Pro hodnoty pH vyšší je náboj molekuly celkově záporný.
Izoelektrické pH u aminokyselin, které mají dvě disociovatelné skupiny, leží uprostřed hodnot pH na obou stranách isoiontového uspořádání:
{\displaystyle \ pI={\frac {pK_{1}+pK_{2}}{2}}}
Situace je složitější u aminokyselin, které kromě alfa-karboxylové a alfa-aminové skupiny obsahují i jiné funkční skupiny, například kyselina asparagová, lysin nebo tyrosin.